# Jean de La Grange
Jean de La Grange (Chalon-sur-Saône, 1325 circa – Avignone, 25 aprile 1402) è stato un vescovo cattolico, cardinale e politico francese.
Era fratello di Étienne de La Grange, consigliere reale e presidente del Parlamento ai tempi di Carlo V e Carlo VI.

## Biografia
Entrato nell'ordine di San Benedetto, divenne priore a Élancourt, poi Gigny e infine procuratore dell'ordine cluniacense. Nel 1358 fu abate dell'Abbazia di Fécamp e partecipante al consiglio del re Carlo V di Francia, dove era specializzato sugli affari ecclesiastici, sulle materie finanziarie e fiscali.
Nel 1370 il re lo nominò presidente della Cour des aides, mentre nel 1373 papa Gregorio XI lo dichiarò vescovo di Amiens e cardinale col titolo di San Marcello, oltre che consigliere personale. Nel 1378 si recò a Roma alla scorta di Urbano VI. Con il conclave di Fondi e l'elezione dell'antipapa Clemente VII, Jean de La Grange, su richiesta del re di Francia, appoggiò il nuovo pontefice.
Nel 1394 venne nominato cardinale vescovo di Frascati. Con il nuovo antipapa Benedetto XIII si ritrovò quindi nel partito scismatico e chiese l'abdicazione del papa, oltre a organizzare la sottrazione di obbedienza nel 1398. Entrato in conflitto anche con Luigi d'Orléans, morì prima della fine della procedura.
Venne sepolto nella coro della chiesa di San Marziale ad Avignone in un monumento appositamente costruito.